# Gasthuisdelgroeve

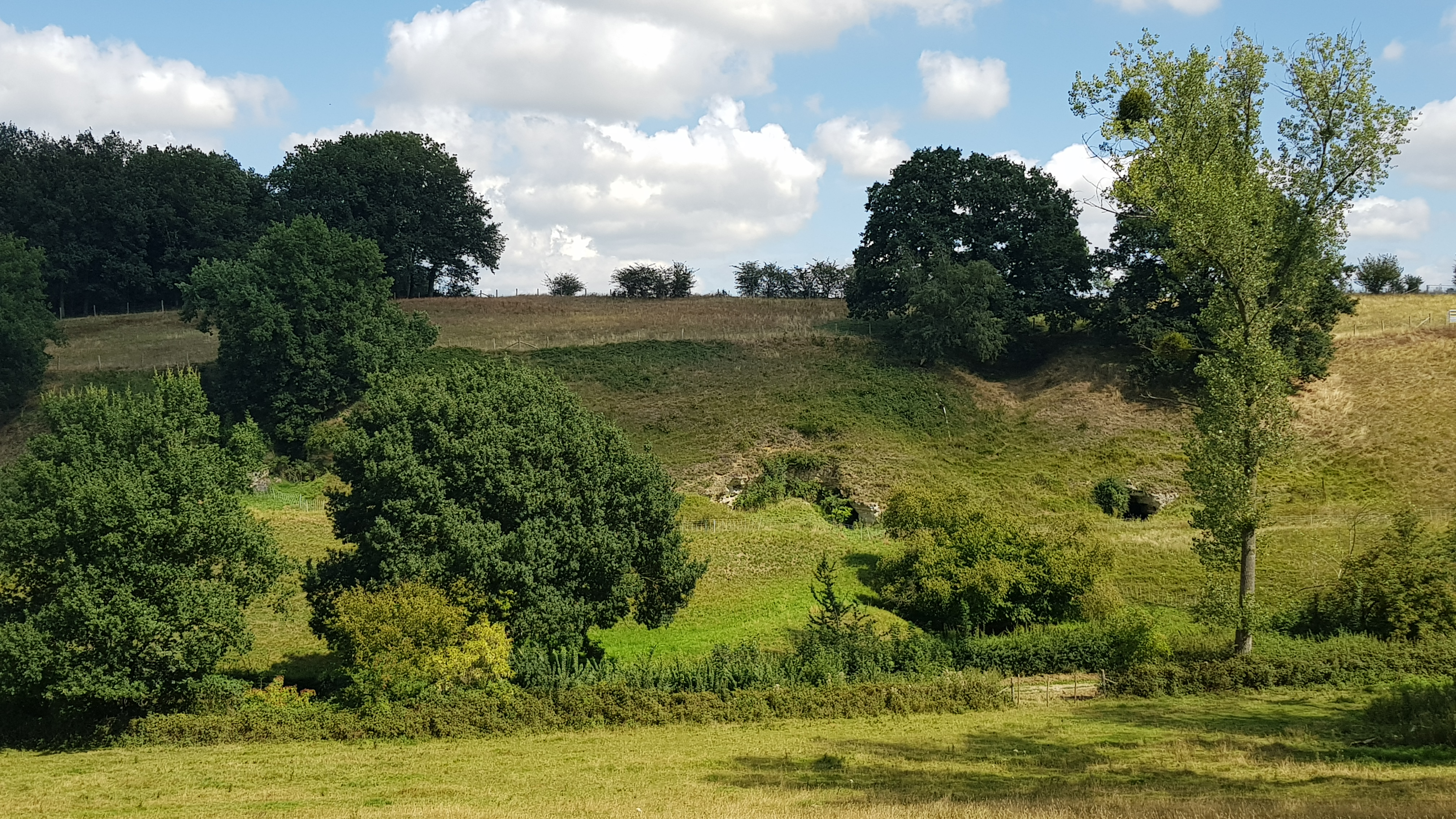
Gasthuisdelgroeve I + II (oost) + II (west) (van links naar rechts)

De Gasthuisdelgroeve is een Limburgse mergelgroeve in de Nederlandse gemeente Eijsden-Margraten. De ondergrondse groeve ligt ten noordoosten van Bemelen in een aftakking van het droogdal Koelbosgrub nabij de Gasthuisdelleweg. Aan de overzijde van de Gasthuisdelleweg stijgt de Krekelberg omhoog. De groeve ligt aan de westzijde van het Plateau van Margraten in de overgang naar het Maasdal. De groeve ligt in het gebied van Bemelerberg & Schiepersberg.
Op ongeveer 400 meter naar het zuidwesten liggen de Groeve Onder de weg, Bemelerbosgroeve I en Bemelerbosgroeve III, op ongeveer 300 meter naar het westen ligt de Winkelberggroeve, op ongeveer 200 meter naar het noordwesten ligt de Cluysberggroeve en op ongeveer 300 meter naar het noordoosten liggen de Nevenkoelebosgroeve en Koelebosgroeve.

## Geschiedenis
Voor 1700 werd de Gasthuisdelgroeve III in gebruik genomen door blokbrekers, voor 1800 werd Gasthuisdelgroeve II in gebruik genomen.

## Groeves
De Gasthuisdelgroeve is een complex van meerdere kleine groeves met samen vijf ingangen. De groeve-ingangen liggen van zuidoost naar noordwest genummerd aan de Gasthuisdelleweg.
- Gasthuisdelgroeve I (50° 50′ 57″ NB, 5° 46′ 30″ OL) heeft een aanzienlijk ingangsgebied met daarachter enkele kleine gangen.[2]
- Gasthuisdelgroeve II (oost) (50° 50′ 57″ NB, 5° 46′ 28″ OL)
- Gasthuisdelgroeve II (west) (50° 50′ 58″ NB, 5° 46′ 27″ OL)
- Gasthuisdelgroeve III (50° 51′ 0″ NB, 5° 46′ 25″ OL) heeft een relatief kleine ingang en staat in verbinding met twee kleine gangsystemen.[2]
- Gasthuisdelgroeve IV (50° 51′ 1″ NB, 5° 46′ 23″ OL) heeft een dalende gang die tien meter diep gaat[2]

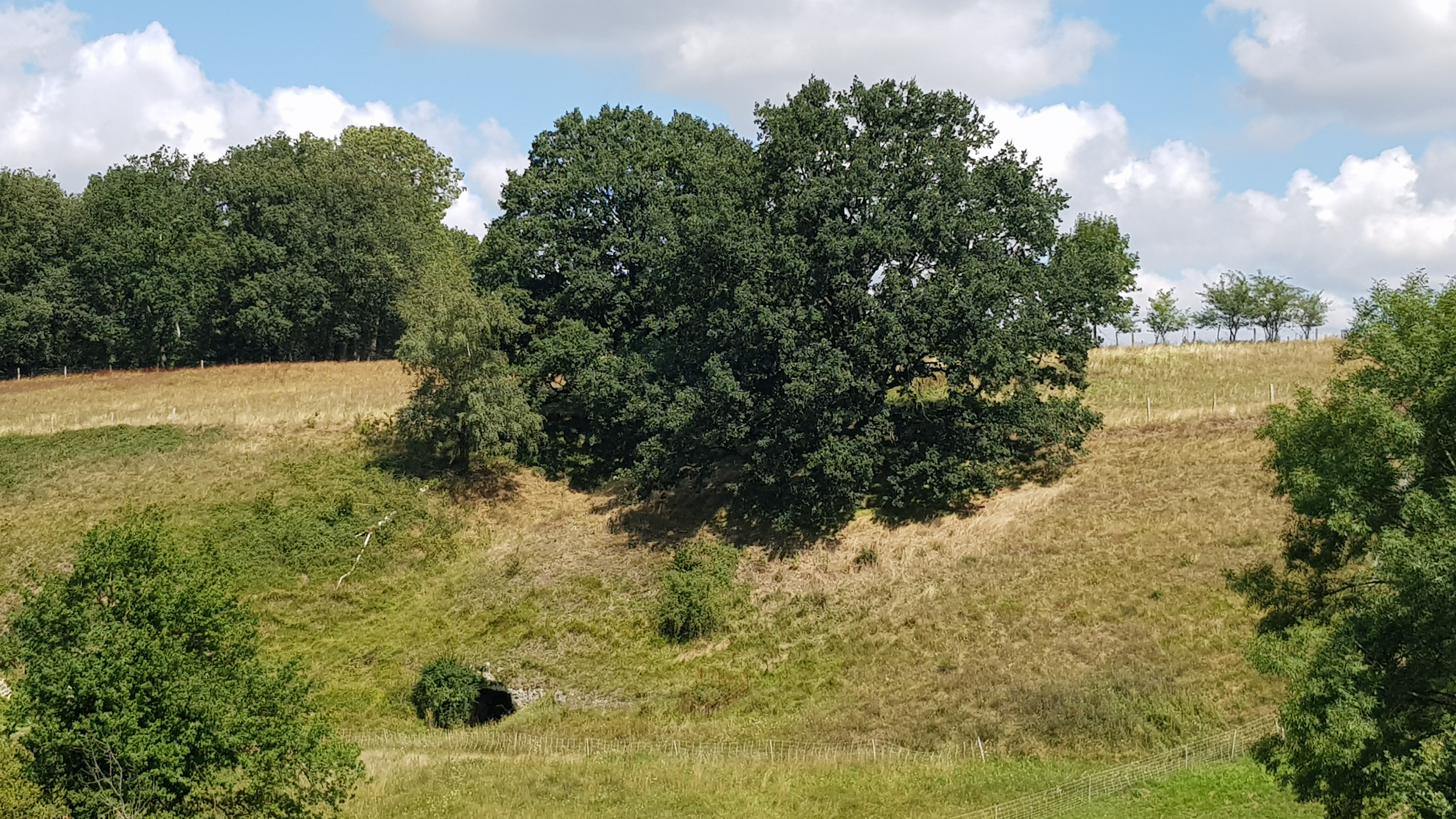
Gasthuisdelgroeve I
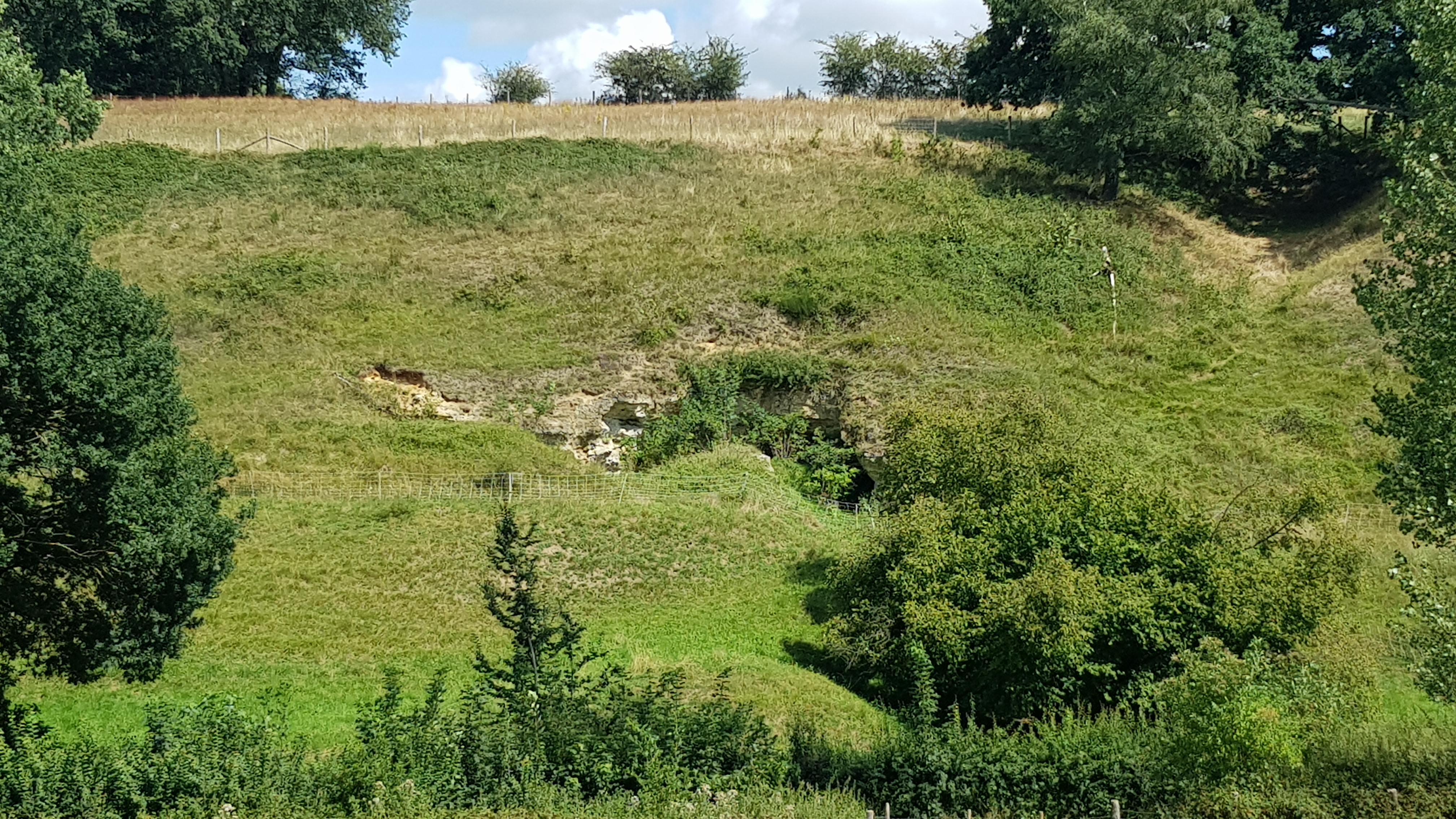
Gasthuisdelgroeve II (oost)
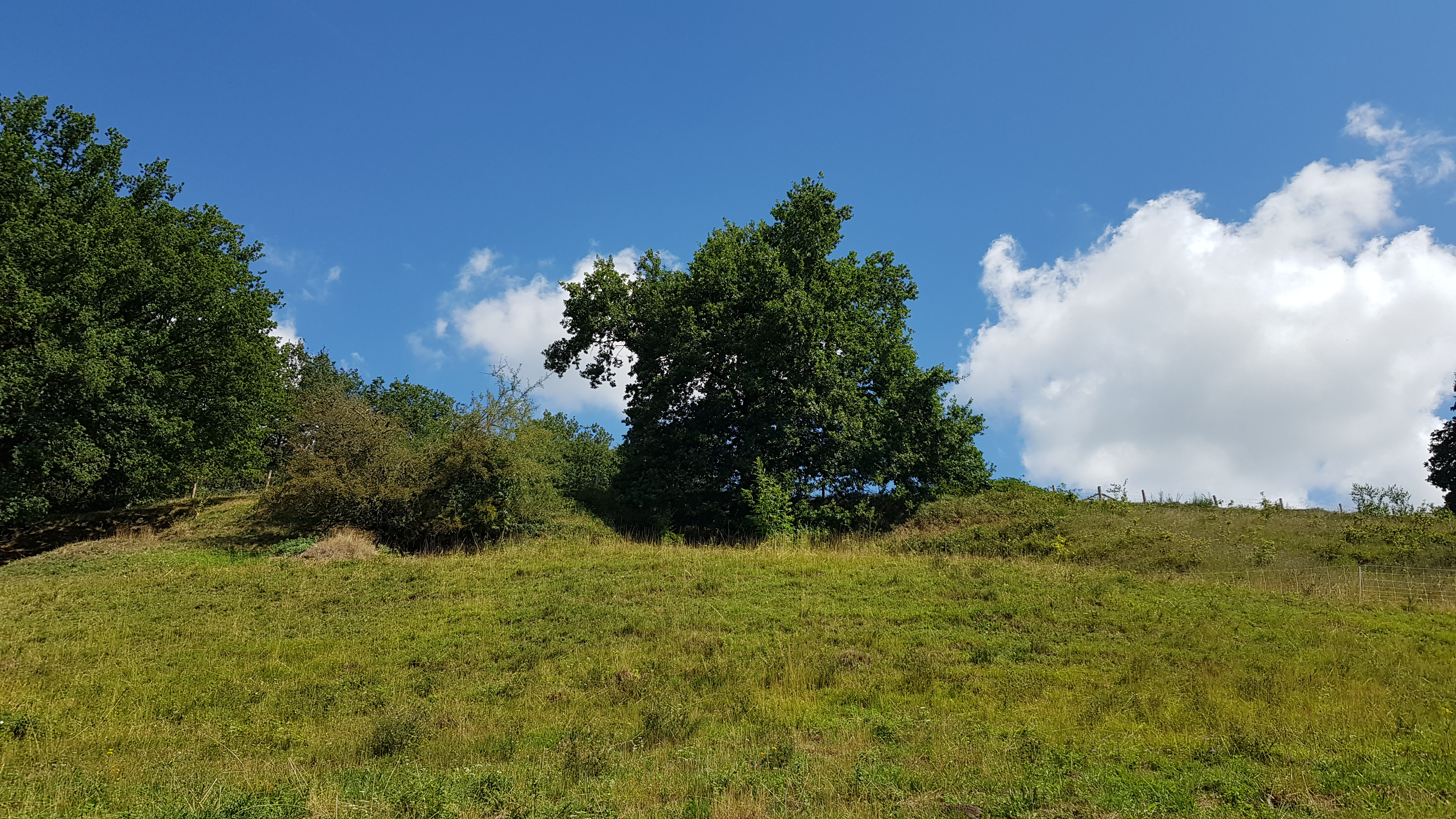
Gasthuisdelgroeve II (west)
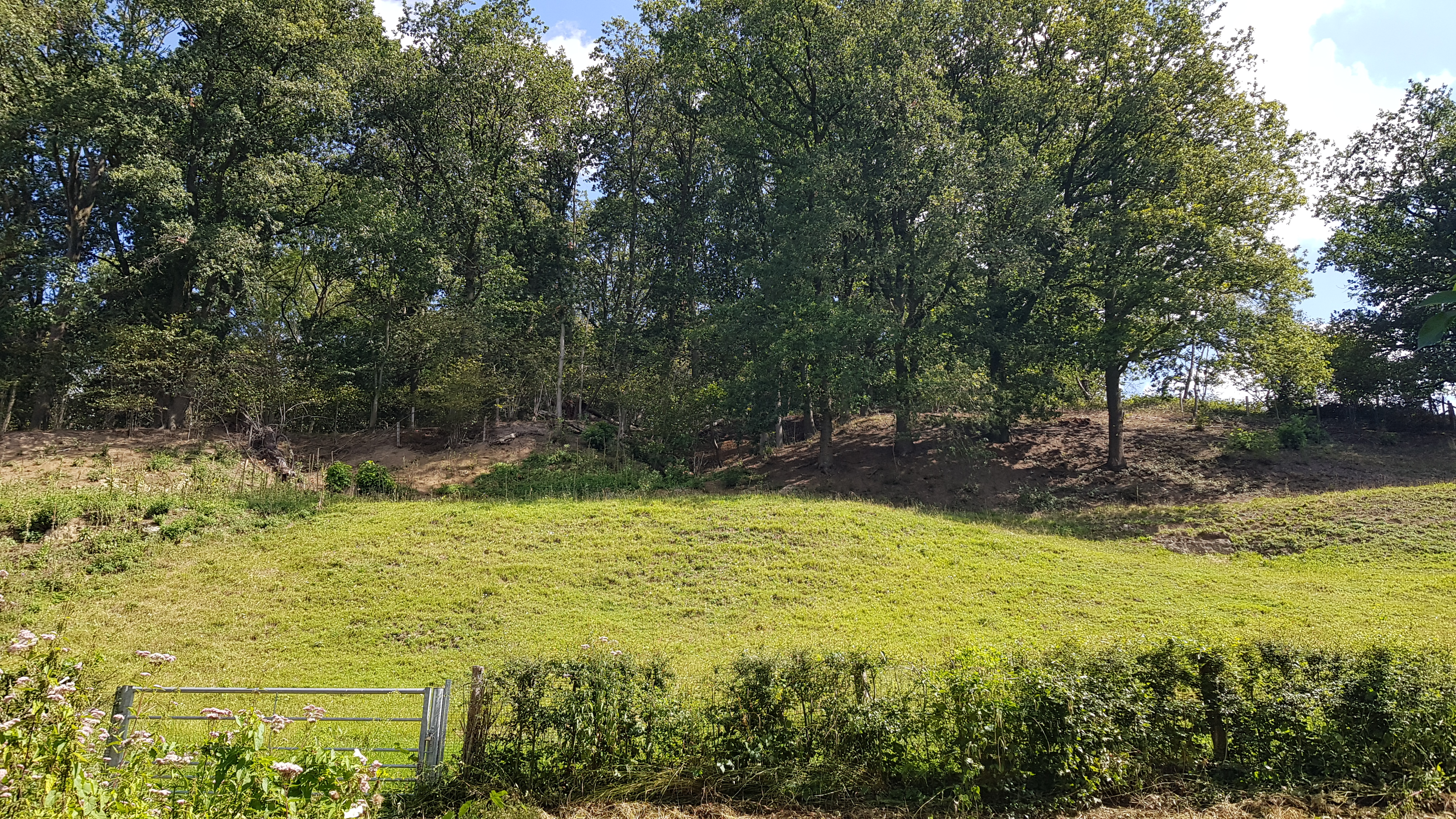
Gasthuisdelgroeve III
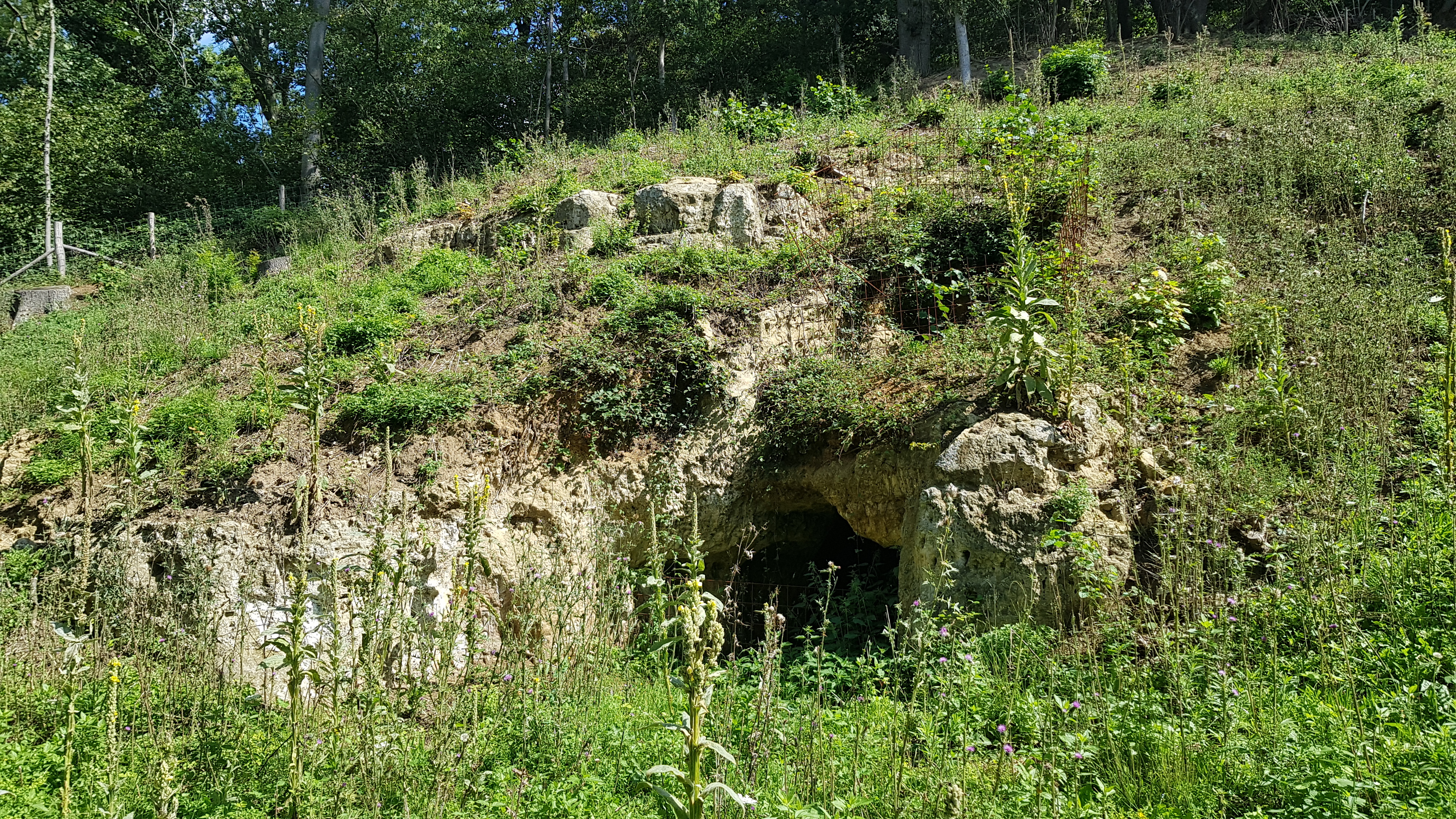
Gasthuisdelgroeve IV